# Англичанка гадит

Генрих фон Ангели. Королева Виктория, 1887 год

«Англича́нка га́дит» — устойчивое словосочетание (фразеологизм) просторечного характера, означающее антироссийские внешнеполитические действия Великобритании, аналог фразеологизма «коварный Альбион». Возникло в XIX веке в связи с обострением русско-британских отношений и используется в современном российском обществе и средствах массовой информации.

## Исторические сведения
Как указывал советский поэт и литератор С. А. Малахов, с лингвистической точки зрения это выражение содержит в себе одновременно и метонимию и метафору. Метафора выражена метафорическим глаголом «гадит» (от существительного «гад»), а метонимия — словом «англичанка».
Часто приписывается русскому полководцу А. В. Суворову, однако достоверных сведений о его авторстве не обнаружено.

### Происхождение
Одной из важнейших особенностей внешнеполитических действий Англии в отношении её противников было то, что к защите своих интересов она привлекала другие страны и стремилась к минимизированию своего участия в ведении военных действий, особенно против сильного противника. Несмотря на в целом благожелательное отношение со стороны британского истеблишмента к действиям русской армии, возглавляемой А. В. Суворовым в ходе Итальянского и Швейцарского похода, и его личности, оно имело «несколько своеобразный характер». Англия как член Второй коалиции, созданной против Франции, рассчитывала приобрести как можно больше выгод для себя, и при этом её действия были направлены на то, чтобы вести военные действия силами своих союзников. По этому поводу Суворов в записке об итогах кампаний 1799 года писал: «Ни одна нация не выигрывает столько, сколько Англия, от продолжения войны». Долгое время не располагая сильной сухопутной армией, английское правительство следовало своей островной традиции — финансировать действия своих союзников в континентальной Европе, стараясь избегать непосредственного участия в военных действиях: «Так, ведя в течение десятилетий упорную борьбу с Францией, Англия почти не участвовала в боях. Эта особенность британского менталитета стала основанием для широкого хождения в России ещё в XIX веке поговорки „англичанка гадит“».
После окончания наполеоновских войн и последовавшего ослабления Франции, в ходе чего Россия сыграла одну из важнейших ролей, английский внешнеполитический курс был скорректирован и направлен на геополитическое сдерживание и ослабление России, а руководство Британии выделило её в качестве нового основного потенциального противника.
Замещение названия страны обозначением «англичанка» фиксируется в русском фольклоре начиная со времён Крымской войны (1853—1856) — единственного крупного столкновения русской и английской армий за их историю. В солдатских песнях времён этой войны можно найти следующие тексты: «Уж мы песенки певали, Англичанку удивляли», а в другой содержатся такие слова:
Расскажу я, братцы, вам:

С англичанкой воевал,

Много горя, братцы, видел,

Много бед я испытал.
Во время русско-турецкой войны (1877—1878) солдаты также употребляли слово «англичанка» в значении Англия. По свидетельству медсестры Е. М. Бакуниной, это выражение активно использовалось в солдатской среде в связи со слухами о подготовке войны множества стран относительно России: «Первые слова, как только войдёшь в отделения: „А что сестрица? Говорят Англичанка поднимается, как же не стыдно сватья на свата!“ Ужасно как это всех волнует». Антианглийские настроения в России поддерживались геополитическим соперничеством двух великих держав, в частности за господство на Балканах, в Южной и Центральной Азии, в XIX — начале XX века получившим название «Большая игра». В сатирическом рассказе А. П. Чехова «Новогодняя пытка», помешанный на «болгарском вопросе» Семён Степаныч, видит в этих проблемах английские происки и заявляет: «Тут Англия, брат! Будь я, анафема, трижды проклят, если не Англия!»
В годы Гражданской войны в России этот фразеологизм активно использовался, причём самыми различными идеологическими противниками, имеющими разные точки зрения на развитие страны. Так, генерал П. Н. Краснов вспоминал, что в этот период (1918 год) простые люди Англии не доверяли: «Крепко сидело в простом русском народе убеждение, что в решительные минуты успехов русских всегда „англичанка гадит“. Но интеллигенция вся была на стороне союзников и ожидала их с восторженным нетерпением». Демьян Бедный в 1917 году писал: «А народ сидит да тужит: „Англичанка гадит“», а Владимир Маяковский в 1927 году использовал в заглавии и стихотворении такой вариант, как «Англичанка мутит». В романе Александра Солженицына «Красное колесо» оратор В. С. Войтинский обвиняет большевика Г. Е. Зиновьева в том, что тот пытается убедить людей, что коалиционное правительство создаётся под контролем союзников, и таким образом «он становится в известное положение обывателя: „не иначе как англичанка гадит“».

### Критика А. А. Долинина
Более вероятной представляется версия о том, что этот фразеологизм возник под влиянием цитаты из пьесы Н. В. Гоголя «Ревизор», в начале которой почтмейстер Иван Кузьмич Шпекин, узнав, что из столицы в город направляется чиновник, «глубокомысленно» объясняет это событие с геополитической точки зрения: «…война с турками будет. <…> Право, война с турками. Это всё француз гадит». Как отмечает историк А. А. Долинин, исследователь генезиса этого словосочетания: «под влиянием изменений международной обстановки и/или появления новых патриотических фобий на место француза могли подставляться представители других национальностей и стран». В качестве подтверждения данного тезиса Долинин приводит несколько фактов. Так, в 1868 году в журнале «Отечественные записки» была помещена заметка следующего содержания: «Предки наши, в несчастных обстоятельствах, говаривали глубокомысленно: „Это всё француз гадит“; потомки заменили название одной национальности другой», а в 1886 году публицист Н. В. Шелгунов про французов в этом контексте уже не вспоминает: «Непременно нам кто-нибудь да гадит, то немец, то поляк, то жид. Право уж пора бы кончить с подобным младенчеством и школьничеством, авось дела наши пошли бы лучше». По воспоминаниям писателя Б. А. Лазаревского, когда он обсуждал с А. П. Чеховым дело Дрейфуса, тот заметил ему, сославшись на слова из «Ревизора» Гоголя: «„Это всё француз гадит“. Так вот и евреи гадят в деле Дрейфуса. Евреи здесь ни при чём. Если бы дело это было неправое, то такой человек, как Золя, не вступился бы».
По мнению Долинина, в самом конце XIX — начале XX века ситуация резко меняется, и данная фраза начинает прочно ассоциироваться именно с англичанами, применяясь в значении «англичанка», что придаёт этой формуле не литературный, а простонародный оттенок, поскольку в просторечии англичанкой называли британскую королеву Викторию, а — метонимически — Великобританию.
По мнению Долинина, выражение «англичанка гадит» стало использоваться в 1890-х годах, а особое распространение это клише приобрело во время англо-бурской войны, когда антианглийские настроения достигли точки, «сопоставимой лишь с реакцией на ультиматум лорда Керзона или на дело об отравлении Скрипаля и его дочери».

## В современной России
В СССР это выражение использовалось реже, чем в годы Российской империи, но при этом оно было зафиксировано в «Толковом словаре русского языка» в 1935 году в значении — «Англичанка подгадила». «Возрождение» фразеологизма пришлось на современную Россию, где оно активно применяется в различных вариантах в российском обществе и средствах массовой информации, особенно в периоды обострения международных отношений между Великобританией и Россией. Зафиксировано применение фразеологизма и в художественной литературе. Так, в романе «Чапаев и Пустота» (1996) оно используется в одной из сцен, действие которой происходит в период Гражданской войны в России:
— Ребята, стоп. Это измена.

Барболин поднял на меня непонимающий взгляд.

— Англичанка гадит, — наугад бросил я.

Видимо, эти слова имели для него какой-то смысл, потому что он сразу потянул с плеча винтовку.
Впервые опубликованное в марте 2018 года сатирическое «письмо счастья» (стихотворный фельетон) «Они» («Драма в стихах») Дмитрия Быкова начинается монологом, в котором есть такие строчки: «— Нам англичанка гадит, как всегда. Она давно пред нами виновата. Но мы их остров можем без труда при помощи кинжала и „Сармата“ испепелить за три минуты в хлам, и Дональд Трамп в душе не возражает».
Таким образом, в современной России фразеологизм используется представителями всех направлений общественной мысли, прежде всего, с целью применения стилистического приёма иронии, «так как для тех, кто читал „Ревизора“ <ясно, что его используют> персонажи комические, ибо над ними незримо витает тень почтмейстера Шпекина».
В марте 2022 года глава МВД Британии Прити Пател в разговоре с российскими пранкерами Владимиром Кузнецовым (Вованом) и Алексеем Столяровым (Лексусом), которые позвонили ей от имени премьера Украины Дениса Шмыгаля, повторила на русском языке за ними фразу «англичанка гадит».